# Lijst van leden van het Europees Parlement (2019-2024)
Dit is de lijst van leden van het Europees Parlement na de Europese verkiezingen van 2019 voor de negende zitting van het Europees Parlement.
De zittingsperiode ging in op 2 juli 2019 en eindigt in 2024.
Wijzigingen in de samenstelling van het parlement vanaf 2 juli 2019 zijn onderaan dit artikel aangegeven.

## Leden van het Europees Parlement

### België

#### Nederlands kiescollege
Op de lijst van de Nieuw-Vlaamse Alliantie: (ECH)
1. Geert Bourgeois
2. Assita Kanko
3. Johan Van Overtveldt

Op de lijst van Vlaams Belang: (ID)
1. Gerolf Annemans
2. Filip De Man
3. Patsy Vatlet
(zetel niet ingenomen; vervangen door Tom Vandendriessche)

Op de lijst van Open Vlaamse Liberalen en Democraten: (Renew Europe)
1. Guy Verhofstadt
2. Hilde Vautmans

Op de lijst van Christen-Democratisch en Vlaams: (EVP)
1. Kris Peeters[1]
2. Cindy Franssen

Op de lijst van de Socialistische Partij Anders: (S&D)
1. Kathleen Van Brempt

Op de lijst van Groen: (Groenen/VEA)
1. Petra De Sutter[1]

#### Frans kiescollege
Op de lijst van Parti Socialiste: (S&D)
1. Marie Arena
2. Paul Magnette
(zetel niet ingenomen; vervangen door Marc Tarabella)

Op de lijst van Mouvement Réformateur: (Renew Europe)
1. Olivier Chastel
2. Frédérique Ries

Op de lijst van Ecolo: (Groenen/VEA)
1. Philippe Lamberts
2. Saskia Bricmont

Op de lijst van PTB: (GUE/NGL)
1. Marc Botenga

Op de lijst van Centre démocrate humaniste: (EVP)
1. Benoît Lutgen

#### Duitstalig kiescollege
Op de lijst van Christlich Soziale Partei: (EVP)
1. Pascal Arimont

### Bulgarije
Op de lijst van Burgers voor Europese Ontwikkeling van Bulgarije-Unie van Democratische Krachten: (EVP)
1. Andrej Kovatsjev
2. Andrej Novakov
3. Eva Maydell
4. Asim Ademov
5. Aleksandar Jordanov (Unie van Democratische Krachten)
6. Marija Gabriel
(Zetel niet ingenomen, vervangen door Liliana Pavlova. Ook Pavlova nam haar zetel niet in en is vervangen door Emil Radev)

Op de lijst van de Bulgaarse Socialistische Partij: (S&D)
1. Elena Joncheva
2. Sergej Stanisjev
3. Petar Vitanov
4. Tsvetelina Pankova
5. Ivo Hristov

Op de lijst van de Beweging voor Rechten en Vrijheden: (Renew Europe)
1. Ilhan Kyuchyuk
2. Mustafa Karadayi
(Zetel niet ingenomen, vervangen door Iskra Mihailova)
3. Delyan Peevski
(Zetel niet ingenomen; vervangen door Atidzhe Alieva-Veli)

Op de lijst van VMRO - Bulgaarse Nationale Beweging: (ECH)
1. Angel Dzhambazki
2. Andrej Slabakov

Op de lijst van Democraten voor een Sterk Bulgarije: (EVP)
1. Radan Kanev

### Cyprus
Op de lijst van Dimokratikos Synagermos: (EVP)
1. Loukas Fourlas
2. Leftis Christoforou[1]

Op de lijst van de Progressieve Partij van de Arbeiders: (GUE/NGL)
1. Giorgis Georgiou
2. Niyazi Kızılyürek

Op de lijst van Dimokratikó Kómma: (S&D)
1. Costas Mavrides

Op de lijst van Kinima Sosialdimokraton: (S&D)
1. Demetris Papadakis

### Denemarken
Op de lijst van de Venstre: (Renew Europe)
1. Morten Løkkegaard
2. Søren Gade
3. Asger Christensen
4. Linea Søgaard-Lidell[2]

Op de lijst van Socialdemokraterne (S&D)
1. Christel Schaldemose
2. Niels Fuglsang
3. Jeppe Kofod[1]

Op de lijst van Socialistische Volkspartij: (Groenen/VEA)
1. Margrete Auken
2. Karsten Hønge
(zetel niet ingenomen; vervangen door Kira Marie Peter-Hansen)

Op de lijst van Radikale Venstre: (Renew Europe)
1. Morten Helveg Petersen
2. Karen Melchior

Op de lijst van Dansk Folkeparti: (ID)
1. Peter Kofod

Op de lijst van de Det Konservative Folkeparti: (EVP)
1. Pernille Weiss

Op de lijst van Enhedslisten: (GUE/NGL)
1. Nikolaj Villumsen

### Duitsland
Op de lijst van de Christlich Demokratische Union Deutschlands: (EVP)
1. Hildegard Bentele
2. Stefan Berger
3. Daniel Caspary
4. Lena Düpont
5. Christian Ehler
6. Michael Gahler
7. Jens Gieseke
8. Niclas Herbst
9. Peter Jahr
10. Peter Liese
11. Norbert Lins
12. David McAllister
13. Markus Pieper
14. Dennis Radtke
15. Christine Schneider
16. Sven Schulze[1]
17. Andreas Schwab
18. Ralf Seekatz
19. Sven Simon
20. Sabine Verheyen
21. Axel Voss
22. Marion Walsmann
23. Rainer Wieland

Op de lijst van de Bündnis 90/Die Grünen: (Groenen/VEA)
1. Rasmus Andresen
2. Michael Bloss
3. Reinhard Bütikofer
4. Anna Cavazzini
5. Anna Deparnay-Grunenberg
6. Romeo Franz
7. Daniel Freund
8. Alexandra Geese
9. Sven Giegold[1]
10. Henrike Hahn
11. Martin Häusling
12. Pierrette Herzberger-Fofana
13. Ska Keller
14. Katrin Langensiepen
15. Sergej Lagodinski
16. Erik Marquardt
17. Hannah Marie Neumann
18. Niklas Nienaß
19. Jutta Paulus
20. Terry Reintke
21. Viola von Cramon-Taubadel

Op de lijst van de Sozialdemokratische Partei Deutschlands: (S&D)
1. Katarina Barley
2. Gabriele Bischoff
3. Delara Burkhardt
4. Udo Bullmann
5. Ismail Ertug
6. Evelyne Gebhardt[1]
7. Jens Geier
8. Petra Kammerevert
9. Dietmar Köster
10. Constanze Angela Krehl[1]
11. Bernd Lange
12. Norbert Neuser[1]
13. Maria Noichl
14. Joachim Schuster
15. Birgit Sippel
16. Tiemo Wölken

Op de lijst van Alternative für Deutschland: (ID)
1. Christina Anderson
2. Gunnar Beck
3. Lars Patrick Berg[3]
4. Markus Buchheit
5. Nicolaus Fest
6. Maximilian Krah
7. Joachim Kuhs
8. Sylvia Limmer
9. Jörg Meuthen[3]
10. Guido Reil
11. Bernhard Zimniok

Op de lijst van de Christlich-Soziale Union: (EVP)
1. Christian Doleschal
2. Markus Ferber
3. Monika Hohlmeier
4. Marlene Mortler
5. Angelika Niebler
6. Manfred Weber

Op de lijst van de Freie Demokratische Partei: (Renew Europe)
1. Nicola Beer
2. Andreas Glück
3. Svenja Hahn
4. Moritz Körner
5. Jan-Christoph Oetjen

Op de lijst van Die Linke: (GUE/NGL)
1. Özlem Demirel
2. Cornelia Ernst
3. Martina Michels
4. Martin Schirdewan
5. Helmut Scholz

Op de lijst van Die PARTEI: (niet-fractiegebonden)
1. Martin Sonneborn
2. Nico Semsrott[4]
(Zetelt in de Groenen/VEA-fractie)

Op de lijst van Freie Wähler: (Renew Europe)
1. Engin Eroglu
2. Ulrike Müller

Op de lijst van Partei Mensch Umwelt Tierschutz: (GUE/NGL)
1. Martin Buschmann[3]

Op de lijst van de Ökologisch-Demokratische Partei: (Groenen/VEA)
1. Klaus Buchner[1]

Op de lijst van de Duitse Familiepartij: (ECH)
1. Helmut Geuking[3]

Op de lijst van Volt Duitsland: (Groenen/VEA)
1. Damian Boeselager

Op de lijst van de Piratenpartij Duitsland: (Groenen/VEA)
1. Patrick Breyer

### Estland
Op de lijst van de Estse Hervormingspartij: (Renew Europe)
1. Andrus Ansip
2. Urmas Paet

Op de lijst van de Sociaaldemocratische Partij: (S&D)
1. Marina Kaljurand
2. Sven Mikser

Op de lijst van de Estse Centrumpartij: (Renew Europe)
1. Yana Toom

Op de lijst van de Conservatieve Volkspartij van Estland: (ID)
1. Jaak Madison

Op de lijst van Isamaa ja Res Publica Liit: (EVP)
1. Riho Terras[2]

### Finland
Op de lijst van de Nationale Coalitiepartij: (EVP)
1. Sirpa Pietikäinen
2. Petri Sarvamaa
3. Henna Virkkunen

Op de lijst van de Groene Liga: (Groenen/VEA)
1. Heidi Hautala
2. Ville Niinistö
3. Alviina Alametsä[2]

Op de lijst van de Sociaaldemocratische Partij van Finland: (S&D)
1. Eero Heinäluoma
2. Miapetra Kumpula-Natri

Op de lijst van de Finse Partij: (ID)
1. Teuvo Hakkarainen
2. Laura Huhtasaari

Op de lijst van de Centrumpartij van Finland: (Renew Europe)
1. Elsi Kattainen
2. Mauri Pekkarinen

Op de lijst van de Linkse Alliantie: (GUE/NGL)
1. Silvia Modig

Op de lijst van de Zweedse Volkspartij in Finland: (Renew Europe)
1. Nils Torvalds

### Frankrijk
Op de lijst van Rassemblement National: (ID)
1. Jordan Bardella
2. Hélène Laporte[1]
3. Nicolas Bay[3]
4. Thierry Mariani
5. Dominique Bilde-Pierron
6. Hervé Juvin
7. Virginie Joron
8. Jean-Paul Garraud
9. Jean-François Jalkh
10. Catherine Griset
11. Gilles Lebreton
12. Maxette Pirbakas[3]
13. Joëlle Mélin[1]
14. Aurélia Beigneux
15. Gilbert Collard[3]
16. Julie Lechanteux[1]
17. Philippe Olivier
18. Annika Bruna
19. Jérôme Rivière[3]
20. France Jamet
21. André Rougé
22. Mathilde Androuët
23. Jean-Lin Lacappelle[2]

Op de lijst van La République en marche !-MoDem-MR-Agir: (Renew Europe)
1. Nathalie Loiseau
2. Pascal Canfin
3. Marie-Pierre Vedrenne (MoDem)
4. Jérémy Decerle (onafhankelijk)
5. Catherine Chabaud (MoDem)
6. Stéphane Séjourné
7. Fabienne Keller (Agir)
8. Bernard Guetta (onafhankelijk)
9. Irène Tolleret
10. Stéphane Bijoux (onafhankelijk)
11. Sylvie Brunet (MoDem)
12. Gilles Boyer
13. Stéphanie Yon-Courtin
14. Pierre Karleskind
15. Laurence Despaux-Farreng (MoDem)
16. Dominique Riquet (MR)
17. Véronique Trillet-Lenoir
18. Pascal Durand
19. Valérie Hayer
20. Christophe Grudler (MoDem)
21. Chrysoula Zacharopoulou[1] (onafhankelijk)
22. Sandro Gozi[2] (onafhankelijk)
23. Ilana Cicurel[2]

Op de lijst van Europe Écologie-AEI-R&PS: (Groenen/VEA)
1. Yannick Jadot
2. Michèle Rivasi
3. Damien Carême
4. Marie Toussaint
5. David Cormand
6. Karima Delli
7. Mounir Satouri
8. Caroline Roose (AEI)
9. François Alfonsi (R&PS)
10. Salima Yenbou[3] (AEI)
11. Benoît Biteau (onafhankelijk)
12. Gwendoline Delbos-Corfield
13. Claude Gruffat[2]

Op de lijst van de Les Républicains-Les Centristes: (EVP)
1. François-Xavier Bellamy
2. Agnès Evren
3. Arnaud Danjean
4. Nadine Morano
5. Brice Hortefeux
6. Nathalie Colin-Oesterlé (Les Centristes)
7. Geoffroy Didier
8. Anne Sander

Op de lijst van La France Insoumise-MRC: (GUE/NGL)
1. Manon Aubry
2. Manuel Bompard[1]
3. Leïla Chaibi
4. Younous Omarjee
5. Anne-Sophie Pelletier
6. Emmanuel Maurel (MRC)

Op de lijst van de Parti Socialiste-PP-Nouvelle Donne: (S&D)
1. Raphaël Glucksmann (PP)
2. Sylvie Guillaume
3. Éric Andrieu
4. Aurore Lalucq (PP)
5. Pierre Larrouturou (Nouvelle Donne)
6. Nora Mebarek[2]

### Griekenland
Op de lijst van Nea Dimokratia: (EVP)
1. Stelios Kympouropoulos
2. Vangelis Meimarakis
3. Maria Spyraki
4. Eliza Vozemberg
5. Manolis Kefalogiannis
6. Anna Asimakopoulou
7. Georgios Kyrtsos[3]
8. Theodoros Zagorakis

Op de lijst van SYRIZA: (GUE/NGL)
1. Dimitrios Papadimoulis
2. Elena Kountoura
3. Kostas Arvanitis
4. Stelios Kouloglou
5. Alexis Georgoulis
6. Petros Kokkalis

Op de lijst van KINAL: (S&D)
1. Nikos Androulakis
2. Eva Kaili

Op de lijst van de Communistische Partij: (niet-fractiegebonden)
1. Konstantinos Papadakis
2. Semina Degeni
(Zetel niet ingenomen, vervangen door Lefteris Nikolaou-Alavanos)

Op de lijst van Gouden Dageraad: (niet-fractiegebonden)
1. Ioannis Lagos
2. Athanasios Konstantinou

Op de lijst van Elliniki Lisi: (ECH)
1. Kyriakos Velopoulos[1]

### Hongarije
Op de lijst van Fidesz-KDNP: (EVP)
1. László Trócsányi[3]
2. József Szájer[1]
3. Lívia Járóka[3]
4. Tamás Deutsch[3]
5. András Gyürk[3]
6. Kinga Gál[3]
7. György Hölvényi (KDNP)
8. Enikő Győri[3]
9. Ádám Kósa[3]
10. Andrea Bocskor[3]
11. Andor Deli[3]
12. Balázs Hidvéghi[3]
13. Edina Tóth[3]

Op de lijst van de Demokratikus Koalíció: (S&D)
1. Klára Dobrev
2. Csaba Molnár
3. Sándor Rónai
4. Attila Ara-Kovács

Op de lijst van de Momentum-Beweging: (Renew Europe)
1. Katalin Czeh
2. Anna Júlia Donáth

Op de lijst van de Hongaarse Socialistische Partij-Párbeszéd Magyarországért: (S&D)
1. Bertalan Tóth
(Zetel niet ingenomen, vervangen door István Ujhelyi)

Op de lijst van Jobbik: (niet-fractiegebonden)
1. Márton Gyöngyösi

### Ierland
Op de lijst van Fine Gael: (EVP)
1. Frances Fitzgerald
2. Seán Kelly
3. Mairead McGuinness[1]
4. Maria Walsh
5. Deirdre Clune[2]

Op de lijst van Independents 4 Change: (GUE/NGL)
1. Clare Daly
2. Mick Wallace

Op de lijst van de Groene Partij: (Groenen/VEA)
1. Ciarán Cuffe
2. Grace O'Sullivan

Op de lijst van Fianna Fáil: (Renew Europe)
1. Billy Kelleher
2. Barry Andrews[2]

Op de lijst van Sinn Féin: (GUE/NGL)
1. Matt Carthy[1]

Onafhankelijk:
1. Luke Flanagan (GUE/NGL)

### Italië
Op de lijst van de Lega (ID):
1. Matteo Salvini[5]
(zetel niet ingenomen; vervangen door Matteo Adinolfi)
2. Matteo Salvini
(zetel niet ingenomen; vervangen door Marco Campomenosi)
3. Matteo Salvini
(zetel niet ingenomen; vervangen door Rosanna Conte)
4. Matteo Salvini
(zetel niet ingenomen; vervangen door Francesca Donato[3])
5. Simona Baldassarre
6. Alessandra Basso
7. Mara Bizzotto
8. Cinzia Bonfrisco
9. Paolo Borchia
10. Andrea Caroppo[3]
11. Massimo Casanova
12. Susanna Ceccardi
13. Angelo Ciocca
14. Gianantonio Da Re
15. Marco Dreosto
16. Gianna Gancia
17. Valentino Grant
18. Danilo Lancini
19. Elena Lizzi
20. Alessandro Panza
21. Luisa Regimenti[3]
22. Antonio Maria Rinaldi
23. Silvia Sardone
24. Annalisa Tardino
25. Isabela Tovaglieri
26. Lucia Vuolo[3]
27. Stefania Zambelli
28. Marco Zanni
29. Vincenzo Sofo[2][3]

Op de lijst van de Democratische Partij: (S&D)
1. Pietro Bartolo[6]
2. Pietro Bartolo
(zetel niet ingenomen; vervangen door Roberto Gualtieri[1])
3. Brandon Benifei
4. Simona Bonafé
5. Carlo Calenda[3]
6. Caterina Chinnici
7. Andrea Cozzolino
8. Paolo De Castro
9. Giuseppe Ferrandino
10. Elisabetta Gualmini
11. Pierfrancesco Majorino
12. Alessandra Moretti
13. Pina Picierno
14. Giuliano Pisapia
15. Franco Roberti
16. David Sassoli[7]
17. Massimiliano Smeriglio
18. Irene Tinagli
19. Patrizia Toia

Op de lijst van de MoVimento 5 Stelle: (niet-fractiegebonden)
1. Isabella Adinolfi[3]
2. Tiziana Beghin
3. Fabio Massimo Castaldo
4. Ignazio Corrao[3]
5. Rosa D'Amato[3]
6. Eleonora Evi[3]
7. Laura Ferrara
8. Mario Furore
9. Chiara Gemma[4]
10. Dino Giarrusso
11. Piernicola Pedicini[3]
12. Sabrina Pignedoli
13. Daniela Rondinelli
14. Marco Zullo[3]

Op de lijst van Forza Italia: (EVP)
1. Silvio Berlusconi[8]
2. Silvio Berlusconi
(zetel niet ingenomen; vervangen door Fulvio Martusciello)
3. Silvio Berlusconi
(zetel niet ingenomen; vervangen door Giuseppe Milazzo[3])
4. Aldo Patriciello
5. Massimiliano Salini
6. Antonio Tajani
7. Salvatore De Meo[2]

Op de lijst van Broeders van Italië: (ECH)
1. Giorgia Meloni[9]
(zetel niet ingenomen; vervangen door Pietro Fiocchi)
2. Giorgia Meloni
(zetel niet ingenomen; vervangen door Raffaele Fitto)
3. Giorgia Meloni
(zetel niet ingenomen; vervangen door Nicola Procaccini)
4. Giorgia Meloni
(zetel niet ingenomen; vervangen door Raffaele Stancanelli)
5. Carlo Fidanza
6. Sergio Berlato[2]

Op de lijst van de Südtiroler Volkspartei: (EVP)
1. Herbert Dorfmann

### Kroatië
Op de lijst van de Kroatische Democratische Unie: (EVP)
1. Karlo Ressler
2. Dubravka Šuica[1]
3. Tomislav Sokol
4. Željana Zovko

Op de lijst van de Sociaaldemocratische Partij van Kroatië: (S&D)
1. Tonino Picula
2. Biljana Borzan
3. Predrag Fred Matić
4. Romana Jerković[2]

Op de Onafhankelijke Lijst: (niet-fractiegebonden)
1. Mislav Kolakušić

Op de lijst van de Kroatische Conservatieve Partij: (ECH)
1. Ruža Tomašić

Op de lijst van Menselijk Schild: (niet-fractiegebonden)
1. Ivan Vilibor Sinčić

Op de lijst van de Amsterdam Coalitie:
1. Valter Flego (IDS, Renew Europe)

### Letland
Op de lijst van Eenheid: (EVP)
1. Valdis Dombrovskis
(zetel niet ingenomen, vervangen door Inese Vaidere)
2. Sandra Kalniete

Op de lijst van Harmonie: (S&D)
1. Nils Ušakovs
2. Andris Ameriks

Op de lijst van Nationale Alliantie: (ECH)
1. Roberts Zīle
2. Dace Melbārde[3]

Op de lijst van Kustība Par!: (Renew Europe)
1. Ivars Ijabs

Op de lijst van Letlands Russische Unie: (Groenen/VEA)
1. Tatjana Ždanoka[3]

### Litouwen
Op de lijst van Tėvynės Sąjunga – Lietuvos krikščionys demokratai: (EVP)
1. Andrius Kubilius
2. Liudas Mažylis
3. Rasa Juknevičienė

Op de lijst van de Lietuvos socialdemokratų partija: (S&D)
1. Vilija Blinkevičiūtė
2. Juozas Olekas

Op de lijst van Lietuvos valstiečių ir žaliųjų sąjunga: (Groenen/VEA)
1. Bronis Ropė
2. Šarūnas Marčiulionis
(zetel niet ingenomen, vervangen door Stasys Jakeliūnas)

Op de lijst van de Partij van de Arbeid: (Renew Europe)
1. Viktor Uspaskich[3]

Op de lijst van Electorale Actie van Polen in Litouwen: (ECH)
1. Waldemar Tomaszewski

Op de lijst van Lietuvos Respublikos liberalų sąjūdis: (Renew Europe)
1. Petras Auštrevičius

Op de Onafhankelijke Lijst: (EVP)
1. Aušra Maldeikienė

### Luxemburg
Op de lijst van de Demokratesch Partei: (Renew Europe)
1. Charles Goerens
2. Monica Semedo

Op de lijst van de Chrëschtlech Sozial Vollekspartei: (EVP)
1. Christophe Hansen
2. Isabel Wiseler-Santos Lima

Op de lijst van Déi Gréng: (Groenen/VEA)
1. Tilly Metz

Op de lijst van de Lëtzebuerger Sozialistesch Aarbechterpartei: (S&D)
1. Nicolas Schmit[1]

### Malta
Op de lijst van de Malta Labour Party: (S&D)
1. Miriam Dalli[1]
2. Alfred Sant
3. Alex Agius Saliba
4. Josianne Cutajar

Op de lijst van Partit Nazzjonalista: (EVP)
1. Roberta Metsola
2. David Casa

### Nederland
Op de lijst van de Partij van de Arbeid: (S&D)
1. Frans Timmermans[1]
2. Agnes Jongerius
3. Kati Piri[1]
4. Paul Tang
5. Vera Tax
6. Mohammed Chahim

Op de lijst van de Volkspartij voor Vrijheid en Democratie: (Renew Europe)
1. Malik Azmani
2. Jan Huitema
3. Caroline Nagtegaal
4. Liesje Schreinemacher[1]
5. Bart Groothuis[2]

Op de lijst van het Christen-Democratisch Appèl: (EVP)
1. Esther de Lange
2. Jeroen Lenaers
3. Tom Berendsen
4. Annie Schreijer-Pierik

Op de lijst van de Forum voor Democratie: (ECH)
1. Derk Jan Eppink[4][1]
2. Rob Roos[4]
3. Thierry Baudet
(zetel niet ingenomen, vervangen door Rob Rooken[4])
4. Dorien Rookmaker[2][3]

Op de lijst van GroenLinks: (Groenen/VEA)
1. Bas Eickhout
2. Tineke Strik
3. Kim van Sparrentak

Op de lijst van ChristenUnie/Staatkundig Gereformeerde Partij:
1. Peter van Dalen (ChristenUnie, EVP)
2. Bert-Jan Ruissen (SGP, ECH)

Op de lijst van Democraten 66: (Renew Europe)
1. Sophie in 't Veld
2. Samira Rafaela

Op de lijst van de Partij voor de Dieren: (GUE/NGL)
1. Anja Hazekamp

Op de lijst van de 50PLUS: (EVP)
1. Toine Manders[4]

Op de lijst van de Partij voor de Vrijheid: (ID)
1. Marcel de Graaff[2]

### Oostenrijk
Op de lijst van de Oostenrijkse Volkspartij: (EVP)
1. Othmar Karas
2. Karoline Edtstadler[1]
3. Angelika Winzig
4. Simone Schmiedtbauer
5. Lukas Mandl
6. Barbara Thaler
7. Alexander Bernhuber

Op de lijst van de Sociaaldemocratische Partij van Oostenrijk: (S&D)
1. Andreas Schieder
2. Evelyn Regner
3. Günther Sidl
4. Bettina Vollath[1]
5. Hannes Heide

Op de lijst van de Vrijheidspartij van Oostenrijk: (ID)
1. Harald Vilimsky
2. Georg Mayer
3. Heinz-Christian Strache
(zetel niet ingenomen, vervangen door Petra Steger. Ook Steger besloot haar zetel niet in te nemen en is vervangen door Roman Haider)

Op de lijst van de Die Grünen - Die Grüne Alternative: (Groenen/VEA)
1. Sarah Wiener
2. Werner Kogler
(zetel niet ingenomen, vervangen door Monika Vana)
3. Thomas Waitz[2]

Op de lijst van de NEOS: (Renew Europe)
1. Claudia Gamon

### Polen
Op de lijst van Recht en Rechtvaardigheid-Solidarna Polska: (ECH)
1. Adam Bielan
2. Joachim Brudziński
3. Ryszard Czarnecki
4. Anna Fotyga
5. Patryk Jaki (Solidarna Polska)
6. Krzysztof Jurgiel
7. Karol Karski
8. Beata Kempa
9. Izabela Kloc
10. Joanna Kopcińska
11. Zdzisław Krasnodębski (onafhankelijk)
12. Elżbieta Kruk
13. Zbigniew Kuźmiuk
14. Ryszard Legutko
15. Beata Mazurek
16. Andżelika Możdżanowska
17. Tomasz Poręba
18. Elżbieta Rafalska
19. Bogdan Rzońca
20. Jacek Saryusz-Wolski
21. Beata Szydło
22. Grzegorz Tobiszowski
23. Witold Waszczykowski
24. Jadwiga Wiśniewska
25. Anna Zalewska
26. Kosma Złotowski
27. Dominik Tarczyński[2]

Op de lijst van Lente: (S&D):
1. Robert Biedroń
2. Łukasz Kohut
3. Sylwia Spurek[3]

Op de lijst van de Europese Coalitie:
- Burgerplatform: (EVP)

1. Magdalena Adamowicz (onafhankelijk)
2. Bartosz Arłukowicz
3. Jerzy Buzek
4. Jarosław Duda
5. Tomasz Frankowski
6. Andrzej Halicki
7. Danuta Hübner
8. Ewa Kopacz
9. Janusz Lewandowski
10. Elżbieta Łukacijewska
11. Janina Ochojska (onafhankelijk)
12. Jan Olbrycht
13. Radoslaw Sikorski
14. Róża Thun[3]

- Alliantie van Democratisch Links: (S&D)

1. Marek Balt
2. Marek Belka
3. Włodzimierz Cimoszewicz
4. Bogusław Liberadzki
5. Leszek Miller

- Poolse Volkspartij: (EVP)

1. Krzysztof Hetman
2. Adam Jarubas
3. Jarosław Kalinowski

### Portugal
Op de lijst van de Partido Socialista: (S&D)
1. Pedro Marques
2. Maria Manuel Leitão Marques
3. Pedro Silva Pereira
4. Margarida Marques
5. André Bradford[7]
6. Sara Cerdas
7. Carlos Zorrinho
8. Isabel Santos
9. Manuel Pizarro[1]

Op de lijst van de Partido Social Democrata: (EVP)
1. Paulo Rangel
2. Lídia Pereira
3. José Manuel Fernandes
4. Maria da Graça Carvalho
5. Álvaro Amaro
6. Cláudia Aguiar

Op de lijst van Links Blok: (GUE/NGL)
1. Marisa Matias
2. José Gusmão

Op de lijst van de Unitaire Democratische Coalitie: (GUE/NGL)
1. João Ferreira
2. Sandra Pereira

Op de lijst van het Democratisch Sociaal Centrum / Volkspartij: (EVP)
1. Nuno Melo

Op de lijst van Pessoas – Animais – Natureza: (Groenen/VEA)
1. Francisco Guerreiro[4]

### Roemenië
Op de lijst van de PNL: (EVP)
1. Vasile Blaga
2. Ioan-Rareș Bogdan
3. Daniel Buda
4. Cristian-Silviu Bușoi
5. Gheorghe Falcă
6. Mircea Hava
7. Marian-Jean Marinescu
8. Dan-Ştefan Motreanu
9. Siegfried Mureșan
10. Adina-Ioana Vălean[1]

Op de lijst van de USR+PLUS: (Renew Europe)
1. Clotilde Armand (USR)[1]
2. Vlad Marius Botoş (USR)
3. Dacian Cioloș (PLUS)
4. Cristian Ghinea (USR)[1]
5. Dragoș Pîslaru (PLUS)
6. Nicolae Ștefănuță (USR)
7. Ramona Strugariu (PLUS)
8. Dragoș Tudorache (PLUS)

Op de lijst van de PSD: S&D
1. Rovana Plumb
2. Carmen Avram
3. Claudiu Manda
4. Cristian Terheș[3]
5. Dan Nica
6. Maria Grapini
7. Tudor Ciuhodaru
8. Dragoș Benea
9. Victor Negrescu[2]

Op de lijst van PRO Romania: S&D
1. Corina Crețu
2. Victor Ponta 
(zetel niet ingenomen; vervangen door Mihai Tudose[4])

Op de lijst van de UDMR: (EVP)
1. Iuliu Winkler
2. Loránt-György Vincze

Op de lijst van de Volksbewegingspartij: (EVP)
1. Traian Băsescu
2. Eugen Tomac

### Slovenië
Op de lijst van de Sloveense Democratische Partij: (EVP)
1. Milan Zver
2. Romana Tomc

Op de lijst van de Sloveense Volkspartij: (EVP)
1. Franc Bogovič

Op de lijst van Nieuw Slovenië: (EVP)
1. Ljudmila Novak

Op de lijst van de Sociaaldemocraten: (S&D)
1. Tanja Fajon[1]
2. Milan Brglez

Op de lijst van de Lista Marjana Šarca: (Renew Europe)
1. Irena Joveva
2. Klemen Grošelj

### Slowakije
Op de lijst van Progressief Slowakije-SPOLU
1. Michal Šimečka (Progressief Slowakije) (Renew Europe)
2. Vladimír Bilčík (SPOLU) (EVP)
3. Michal Wiezik (SPOLU) (EVP)[3]
4. Martin Hojsík (Progressief Slowakije) (Renew Europe)

Op de lijst van SMER - sociálna demokracia: (S&D)
1. Monika Flašíková-Beňová
2. Miroslav Čiž
3. Róbert Hajšel

Op de lijst van Kotleba – Ľudová strana Naše Slovensko: (niet-fractiegebonden)
1. Milan Uhrík[4]
2. Miroslav Radačovský (onafhankelijk)

Op de lijst van Sloboda a Solidarita: (ECH)
1. Lucia Ďuriš Nicholsonová[4][3]
2. Eugen Jurzyca

Op de lijst van de Christendemocratische Beweging: (EVP)
1. Ivan Štefanec
2. Miriam Lexmann[2]

Op de lijst van de Obyčajní Ľudia a nezávislé osobnosti: (EVP)
1. Peter Pollák

### Spanje
Op de lijst van Partido Socialista Obrero Español: (S&D)
1. Iratxe García Pérez
2. Lina Gálvez
3. Javi López (Partit dels Socialistes de Catalunya)
4. Inmaculada Rodríguez-Piñero
5. Iban García del Blanco
6. Eider Gardiazabal Rubial
7. Nicolás González Casares
8. Cristina Maestre
9. César Luena
10. Clara Aguilera García
11. Ignacio Sánchez Amor
12. Mónica Silvana González
13. Juan Fernando López Aguilar
14. Adriana Maldonado López
15. Jonás Fernández
16. Alicia Homs Ginel
17. Javier Moreno Sánchez
18. Isabel García Muñoz
19. Domènec Ruiz Devesa
20. Josep Borrell
(zetel niet ingenomen, vervangen door Estrella Durá Ferrandis)
21. Marcos Ros Sempere[2]

Op de lijst van Partido Popular: (EVP)
1. Dolors Montserrat
2. Esteban González Pons
3. Antonio López-Istúriz White
4. Juan Ignacio Zoido
5. Pilar del Castillo Vera
6. Javier Zarzalejos
7. José Manuel García-Margallo
8. Francisco Millán Mon
9. Rosa Estaràs Ferragut
10. Isabel Benjumea
11. Pablo Arias Echeverría
12. Leopoldo López Gil
13. Gabriel Mato Adrover[2]

Op de lijst van Ciudadanos-Partido de la Ciudadanía-Unión Progreso y Democracia: (Renew Europe)
1. Luis Garicano[1]
2. Maite Pagazaurtundúa (Unión Progreso y Democracia)
3. Soraya Rodríguez
4. Javier Nart
5. José Ramón Bauzà
6. Jordi Cañas Pérez
7. Susana Solís Pérez
8. Adrián Vázquez Lázara[2]

Op de lijst van Podemos: (GUE/NGL)
1. María Eugenia Rodríguez Palop
2. Sira Rego
3. Ernest Urtasun (Iniciativa per Catalunya Verds, Groenen/VEA)
4. Idoia Villanueva
5. Miguel Urbán[4]
6. Manu Pineda

Op de lijst van Vox: (ECH)
1. Jorge Buxadé
2. Mazaly Aguilar
3. Hermann Tertsch
4. Margarita de la Pisa Carrión[2]

Op de lijst van Ahora Repúblicas: (Groenen/VEA)
1. Oriol Junqueras[1]
2. Pernando Barrena (Euskal Herria Bildu, GUE/NGL)[1]
3. Diana Riba

Op de lijst van Junts per Catalunya: (niet-fractiegebonden)
1. Carles Puigdemont
2. Antoni Comín
3. Clara Ponsatí i Obiols[2]

Op de lijst van Coalición por una Europa Solidaria: (Renew Europe)
1. Izaskun Bilbao Barandica (Eusko Alderdi Jeltzalea)

### Tsjechië
Op de lijst van ANO 2011: (Renew Europe)
1. Dita Charanzová
2. Martina Dlabajová
3. Martin Hlaváček
4. Radka Maxová[3]
5. Ondřej Knotek
6. Ondřej Kovařík

Op de lijst van de Democratische Burgerpartij: (ECH)
1. Jan Zahradil
2. Alexandr Vronda
3. Evžen Tošenovský
4. Veronika Vrecionová

Op de lijst van de Piratenpartij: (Groenen/VEA)
1. Marcel Kolaja
2. Markéta Gregorová
3. Mikuláš Peksa

Op de lijst van TOP 09-Starostové a nezávislí: (EVP)
1. Luděk Niedermayer
2. Jiří Pospíšil
3. Stanislav Polčák (STAN)

Op de lijst van Svoboda a přímá demokracie: (ID)
1. Hynek Blaško
2. Ivan David

Op de lijst van de Christendemocratische Unie-Tsjechische Volkspartij: (EVP)
1. Tomáš Zdechovský
2. Michaela Šojdrová

Op de lijst van de Communistische Partij van Bohemen en Moravië: (GUE/NGL)
1. Kateřina Konečná

### Verenigd Koninkrijk

#### Groot-Brittannië
Op de lijst van de Brexit Party: (niet-fractiegebonden)
1. David Bull[10]
2. Jonathan Bullock[10]
3. Belinda De Camborne Lucy[10]
4. Martin Daubney[10]
5. Andrew England Kerr[3][10]
6. Nigel Farage[10]
7. Lance Forman[3][10]
8. Claire Fox[10]
9. Nathan Gill[10]
10. James Glancy[10]
11. Benyamin Habib[10]
12. Lucy Harris[3][10]
13. Michael Heaver[10]
14. Christina Jordan[10]
15. John Longworth[3][10]
16. Rupert Lowe[10]
17. Brian Monteith[10]
18. Jane Mummery[10]
19. Henrik Overgaard Nielsen[10]
20. Matthew Patten[10]
21. Alexandra Philips[10]
22. Jake Pugh[10]
23. Annunziata Rees-Mogg[3][10]
24. Robert Rowland[10]
25. Louis Stedman-Bryce[3][10]
26. John Tennant[10]
27. Richard Tice[10]
28. James Wells[10]
29. Ann Widdecombe[10]

Op de lijst van de Liberal Democrats: (Renew Europe)
1. Catherine Bearder[10]
2. Phil Bennion[10]
3. Jane Brophy[10]
4. Judith Bunting[10]
5. Chris Davies[10]
6. Dinesh Dhamija[10]
7. Barbara Gibson[10]
8. Antony Hook[10]
9. Martin Horwood[10]
10. Shaffaq Mohammed[10]
11. Bill Newton Dunn[10]
12. Lucy Netsingha[10]
13. Luisa Porritt[10]
14. Sheila Ritchie[10]
15. Caroline Voaden[10]
16. Irina von Wiese[10]

Op de lijst van de Labour Party: (S&D)
1. Richard Corbett[10]
2. Seb Dance[10]
3. Neena Gill[10]
4. Theresa Griffin[10]
5. John Howarth[10]
6. Jackie Jones[10]
7. Judith Kirton-Darling[10]
8. Claude Moraes[10]
9. Rory Palmer[10]
10. Julie Ward[10]

Op de lijst van de Green Party of England and Wales: (Groenen/VEA)
1. Scott Ainslie[10]
2. Ellie Chowns[10]
3. Gina Dowding[10]
4. Magid Magid[10]
5. Alexandra Philips[10]
6. Catherine Rowett[10]
7. Molly Scott Cato[10]

Op de lijst van de Conservative Party: (ECH)
1. Daniel Hannan[10]
2. Anthea McIntyre[10]
3. Nosheena Mobarik[10]
4. Geoffrey Van Orden[10]

Op de lijst van de Scottish National Party: (Groenen/VEA)
1. Christian Allard[10]
2. Aileen McLeod[10]
3. Alyn Smith[1]

Op de lijst van Plaid Cymru: (Groenen/VEA)
1. Jill Evans[10]

#### Noord-Ierland
Op de lijst van Sinn Féin: (GUE/NGL)
1. Martina Anderson[10]

Op de lijst van de Democratische Unionistische Partij: (niet-fractiegebonden)
1. Diane Dodds[10]

Op de lijst van Alliance Party: (Renew Europe)
1. Naomi Long[10]

### Zweden
Op de lijst van de Sveriges socialdemokratiska arbetareparti: (S&D)
1. Heléne Fritzon
2. Johan Danielsson[1]
3. Jytte Guteland[1]
4. Erik Bergkvist
5. Evin Incir

Op de lijst van de Moderata samlingspartiet: (EVP)
1. Thomas Tobé
2. Jessica Polfjärd
3. Jörgen Warborn
4. Arba Kokalari

Op de lijst van Sverigedemokraterna: (ECH)
1. Peter Lundgren
2. Jessica Stegrud[1]
3. Charlie Weimers

Op de lijst van de Miljöpartiet de Gröna: (Groenen/VEA)
1. Alice Bah Kuhnke
2. Pär Holmgren
3. Jakop Dalunde[2]

Op de lijst van de Centerpartiet: (Renew Europe)
1. Fredrick Federley[1]
2. Abir Al-Sahlani

Op de lijst van Kristdemokraterna: (EVP)
1. Sara Skyttedal
2. David Lega

Op de lijst van de Vänsterpartiet: (GUE/NGL)
1. Malin Björk

Op de lijst van Liberalerna: (Renew Europe)
1. Karin Karlsbro

## Wijzigingen gedurende de zittingsperiode

### 2019
- 2 juli: Frans Timmermans (S&D, Nederland) verlaat het parlement vanwege de continuering van zijn lidmaatschap van de Europese Commissie. Hij wordt op 4 juli opgevolgd door Lara Wolters.
- 2 juli: Jeppe Kofod (S&D, Denemarken)  verlaat het parlement vanwege zijn benoeming als minister in het kabinet-Frederiksen. Hij wordt op 2 juli opgevolgd door Marianne Vind.
- 6 juli: Kyriakos Velopoulos (ECH, Griekenland) verlaat het parlement vanwege zijn verkiezing tot lid van het Parlement van Griekenland. Hij wordt op 10 juli opgevolgd door Emmanouil Fragkos.
- 18 juli: André Jorge Dionísio Bradford (S&D, Portugal) overlijdt op 48-jarige leeftijd. Hij wordt op 3 september opgevolgd door Isabel Carvalhais.
- 27 augustus: Carlo Calenda (S&D, Italië) verlaat zijn partij. Hij blijft als onafhankelijke lid van de fractie van S&D (zie ook 17 november 2021).
- 5 september: Roberto Gualtieri (S&D, Italië) verlaat het parlement vanwege zijn benoeming als minister in het kabinet-Conte II. Hij wordt op dezelfde dag opgevolgd door Nicola Danti (zie ook 21 oktober 2019).
- 1 oktober: Andrew England Kerr (niet-fractiegebonden, Verenigd Koninkrijk) verlaat zijn partij en gaat verder als onafhankelijk parlementslid.
- 21 oktober: Nicola Danti (S&D, Italië) verlaat zijn partij. Hij blijft als onafhankelijke lid van de fractie van S&D ([3]zie ook 13 februari 2020).
- 28 oktober: Sylwia Spurek (S&D, Polen) verlaat haar partij. Op 30 september 2020 verlaat zij ook de fractie van S&D en treedt toe tot de fractie van Groenen/VEA.
- 20 november: Louis Stedman-Bryce (niet-fractiegebonden, Verenigd Koninkrijk) verlaat zijn partij en gaat verder als onafhankelijk parlementslid.
- 30 november: Adina-Ioana Vălean (EVP, Roemenië) verlaat het parlement vanwege haar benoeming als lid van de Europese Commissie. Zij wordt op 2 december opgevolgd door Gheorghe-Vlad Nistor.
- 30 november: Dubravka Šuica (EVP, Kroatië) verlaat het parlement vanwege haar benoeming als lid van de Europese Commissie. Zij wordt op 1 december opgevolgd door Sunčana Glavak.
- 30 november: Nicolas Schmit (S&D, Luxemburg) verlaat het parlement vanwege zijn benoeming als lid van de Europese Commissie. Hij wordt op 10 december opgevolgd door Marc Angel.
- 12 december: Alyn Smith (Groenen/EVA, Verenigd Koninkrijk) verlaat het parlement vanwege zijn verkiezing tot lid van het Lagerhuis. Hij wordt op 27 januari opgevolgd door Heather Anderson[10].

### 2020
- 3 januari: Oriol Junqueras (Groenen/EVA, Spanje) verlaat het parlement vanwege een besluit van de Spaanse centrale kiescommissie. Hij wordt op 23 juli opgevolgd door Jordi Solé.
- 6 januari: Mihai Tudose (S&D, Roemenië) verlaat zijn partij. Hij blijft lid van de fractie van S&D.
- 6 januari: Karoline Edtstadler (EVP, Oostenrijk) verlaat het parlement vanwege haar benoeming als minister in het kabinet-Kurz II. Zij wordt op 23 januari opgevolgd door Christian Sagartz.
- 9 januari: Lance Forman, Lucy Harris, John Longworth en Annunziata Rees-Mogg (niet-fractiegebonden, Verenigd Koninkrijk) treden toe tot de fractie van ECH.
- 29 januari: Martin Buschmann (GUE/NGL, Duitsland) verlaat de fractie en voegt zich bij de groep niet-fractiegebonden leden.
- 31 januari: 73 leden afkomstig uit het Verenigd Koninkrijk verlaten het Europees Parlement vanwege de uittreding van het VK uit de Europese Unie.
- 1 februari: 27 leden treden toe tot het Europees Parlement; zij zijn benoemd op een van de vrijgekomen zetels na de uittreding van het VK uit de Europese Unie.
- 7 februari: Matt Carthy (GUE/NGL, Ierland) verlaat het parlement vanwege zijn verkiezing tot lid van het Ierse parlement. Hij wordt op 6 maart opgevolgd door Chris MacManus, die op 9 maart toetreedt tot de fractie van GUE/NGL.
- 13 februari: Miguel Urbán (GUE/NGL, Spanje) verlaat zijn partij. Hij blijft lid van de fractie van GUE/NGL.
- 13 februari: Nicola Danti (S&D, Italië) verlaat de fractie en treedt toe tot de fractie van Renew Europe.
- 13 mei: Cristian Terheș (S&D, Roemenië) verlaat zijn partij en de fractie van S&D, en treedt toe tot de fractie van ECH.
- 2 juni: Toine Manders (EVP, Nederland) verlaat zijn partij. Hij blijft lid van de fractie van EVP.
- 17 juni: Francisco Guerreiro (Groenen/VEA, Portugal) verlaat zijn partij. Hij blijft lid van de fractie van Groenen/VEA.
- 15 juli: Klaus Buchner (Groenen/VEA, Duitsland) verlaat het parlement. Hij wordt op 16 juli opgevolgd door Manuela Ripa, die op 17 juli toetreedt tot de fractie van Groenen/VEA.
- 30 september: Petra De Sutter (Groenen/VEA, België) verlaat het parlement vanwege haar benoeming als minister in het kabinet-De Croo. Zij wordt op 8 oktober opgevolgd door Sara Matthieu.
- 4 oktober: Radka Maxová (Renew Europe, Tsjechië) verlaat haar partij. Op 24 maart 2021 verlaat zij ook de fractie van Renew Europe en treedt toe tot de fractie van S&D.
- 7 oktober: Andrea Caroppo (ID, Italië) verlaat zijn partij en de fractie en voegt zich als onafhankelijke bij de groep niet-fractiegebonden leden. Op 29 april 2021 treedt hij toe tot de fractie van EVP.
- 11 oktober: Mairead McGuinness (EVP, Ierland) verlaat het parlement vanwege haar benoeming als lid van de Europese Commissie. Zij wordt op 20 november opgevolgd door Colm Markey, die op 24 november toetreedt tot de fractie van EVP.
- 18 oktober: Miriam Dalli (S&D, Malta) verlaat het parlement vanwege haar benoeming tot lid van het Maltese parlement. Zij wordt op 5 november opgevolgd door Cyrus Engerer, die op 11 november toetreedt tot de fractie van S&D.
- 3 november: Clotilde Armand (Renew Europe, Roemenië) verlaat het parlement vanwege haar benoeming als burgemeester van Boekarest (district 1). Zij wordt op 10 november opgevolgd door Vlad Gheorghe.
- 3 december: Ignazio Corrao, Rosa D'Amato, Eleonora Evi en Piernicola Pedicini (allen niet-fractiegebonden, Italië) verlaten hun partij. Op 9 december verlaten zij ook de groep van niet-fractiegebonden leden en treden toe tot de fractie van Groenen/EVA.
- 11 december: Fredrick Federley (Renew Europe, Zweden) verlaat het parlement om persoonlijke redenen. Hij wordt op 4 februari 2021 opgevolgd door Emma Wiesner.
- 19 december: Derk Jan Eppink, Rob Rooken en Rob Roos (allen ECH, Nederland) verlaten hun partij. Zij blijven lid van de fractie van ECH.
- 22 december: Cristian Ghinea (Renew Europe, Roemenië) verlaat het parlement vanwege zijn benoeming als lid van de Roemeense regering. Hij wordt op 28 december opgevolgd door Alin Mituţa.

### 2021
- januari: De naam van de fractie Europees Unitair Links/Noords Groen Links wordt gewijzigd in Linkse Fractie in het Europees Parlement - GUE/NGL.
- 1 januari: József Szájer (EVP, Hongarije) verlaat het parlement. Hij wordt op 10 januari opgevolgd door Ernő Schaller-Baross[3].
- 11 januari: Kris Peeters (EVP, België) verlaat het parlement vanwege zijn benoeming als vice-president van de Europese Investeringbank. Hij wordt op 25 januari opgevolgd door Tom Vandenkendelaere.
- 13 januari: Nico Semsrott (Groenen/EVA, Duitsland) verlaat zijn partij. Hij blijft lid van de fractie van Groenen/EVA.
- 21 januari: Viktor Uspaskich (Renew Europe, Litouwen) verlaat de fractie om persoonlijke redenen en voegt zich bij de groep niet-fractiegebonden leden.
- 26 januari: Milan Uhrík (niet-fractiegebonden, Slowakije) verlaat zijn partij en gaat verder als onafhankelijk parlementslid.
- 15 februari: Lucia Ďuriš Nicholsonová (ECH, Slowakije) verlaat haar partij. Op 20 mei verlaat zij ook de fractie en treedt toe tot de fractie van Renew Europe.
- 23 februari: Vincenzo Sofo (ID, Italië) verlaat de fractie en voegt zich bij de fractie van ECH.
- 5 maart: De Hongaarse partij Fidesz verlaat de fractie van de EVP. De twaalf vertegenwoordigers van deze partij voegen zich bij de groep niet-fractiegebonden leden.
- 11 maart: Marco Zullo (niet-fractiegebonden, Italië) verlaat zijn partij en de groep van niet-fractiegebonden leden, en treedt toe tot de fractie van Renew Europe.
- 30 maart: Derk Jan Eppink (ECH, Nederland) en Kati Piri (S&D, Nederland) verlaten het parlement vanwege hun verkiezing tot lid van de Tweede Kamer. Zij worden op 15 april opgevolgd door resp. Michiel Hoogeveen (die zijn nationale partij al eerder verlaten had en in het Europees Parlement als onafhankelijke plaatsnam) en Thijs Reuten.
- 29 april: Helmut Geuking (ECH, Duitsland) verlaat de  fractie en voegt zich bij de fractie van EVP.
- 29 april: Isabella Adinolfi (niet-fractiegebonden, Italië) verlaat haar partij en de groep van niet-fractiegebonden leden, en treedt toe tot de fractie van EVP.
- 12 mei: Lars Patrick Berg (ID, Duitsland) verlaat de fractie en voegt zich bij de groep van niet-fractiegebonden leden. Op 23 juni treedt hij toe tot de fractie van ECH.
- 17 mei: Róża Thun (EVP, Polen) verlaat haar partij. Zij blijft als onafhankelijke lid van de fractie van EVP (zie ook 10 november 2021).
- 4 juni: Lucia Vuolo (ID, Italië) verlaat de fractie en voegt zich bij de groep niet-fractiegebonden leden. Op 10 september voegt zij zich bij de fractie van EVP.
- 21 juni: Luisa Regimenti (ID, Italië) verlaat de fractie en voegt zich bij de groep niet-fractiegebonden leden. Op 8 juli voegt zij zich bij de fractie van EVP.
- 23 juni: Giuseppe Milazzo (EVP, Italië) verlaat de fractie en voegt zich bij de fractie van ECH.
- 28 september: Sven Schulze (EVP, Duitsland) verlaat het parlement vanwege zijn benoeming als lid van de landsregering van Saksen-Anhalt. Hij wordt op 14 oktober opgevolgd door Karolin Braunsberger-Reinhold.
- 6 oktober: Francesca Donato (ID, Italië) verlaat de fractie en voegt zich bij de groep niet-fractiegebonden leden.
- 10 november: Róża Thun (EVP, Polen) verlaat de fractie en treedt toe tot de fractie van Renew Europe.
- 17 november: Carlo Calenda (S&D, Italië) verlaat de fractie en treedt toe tot de fractie van Renew Europe.
- 29 november: Johan Danielsson (S&D, Zweden) verlaat het parlement vanwege zijn benoeming als minister in het kabinet-Andersson. Hij wordt op 13 december opgevolgd door Ilan de Basso.
- 8 december: Dorien Rookmaker (niet-fractiegebonden leden, Nederland) voegt zich bij de fractie van ECH.
- 8 december: Michal Wiezik (EVP, Slowakije) verlaat de fractie en treedt toe tot de fractie van Renew Europe.
- 15 december: Sven Giegold (Groenen/VEA, Duitsland) verlaat het parlement vanwege zijn benoeming als staatssecretaris in het kabinet-Scholz. Hij wordt op 22 december opgevolgd door Malte Gallée.

### 2022
- 9 januari: Liesje Schreinemacher (Renew Europe, Nederland) verlaat het parlement vanwege haar benoeming als lid van het kabinet-Rutte IV. Zij wordt op 18 januari opgevolgd door Catharina Rinzema.
- 10 januari: Norbert Neuser (S&D, Duitsland) verlaat het parlement. Hij wordt op 11 januari opgevolgd door Karsten Lucke.
- 11 januari: David Sassoli (S&D, Italië), voorzitter van het Europees Parlement, overlijdt op 65-jarige leeftijd. Hij wordt op 12 januari opgevolgd door Camilla Laureti.
- 25 januari: Gilbert Collard en Jérôme Rivière (beiden ID, Frankrijk) verlaten de fractie en voegen zich bij de groep niet-fractiegebonden leden.
- 27 januari: Jörg Meuthen (ID, Duitsland) verlaat zijn partij. Op 13 februari verlaat hij ook de fractie en voegt zich bij de groep niet-fractiegebonden leden.
- 1 februari: Evelyne Gebhardt (S&D, Duitsland) verlaat het parlement. Zij wordt op 2 februari opgevolgd door René Repasi.
- 2 februari: Maxette Pirbakas (ID, Frankrijk) verlaat de fractie en voegt zich bij de groep niet-fractiegebonden leden.
- 15 februari: Nicolas Bay (ID, Frankrijk) verlaat zijn partij. Op 16 februari 2022 verlaat hij ook de fractie en voegt zich bij de groep niet-fractiegebonden leden.
- 18 februari: Georgios Kyrtsos (EVP, Griekenland) verlaat zijn partij. Op 5 mei verlaat hij ook de fractie en treedt toe tot de fractie van Renew Europe.
- 9 maart: Salima Yenbou (Groenen/VEA, Frankrijk) verlaat de fractie en treedt toe tot de fractie van Renew Europe.
- 1 april: Tatjana Ždanoka (Groenen/VEA, Letland) verlaat de fractie en voegt zich bij de groep niet-fractiegebonden leden.
- 12 mei: Tanja Fajon (S&D, Slovenië) verlaat het parlement. Zij wordt op 18 mei opgevolgd door Matjaž Nemez.
- 20 mei: Chrysoula Zacharopoulou (Renew Europe, Frankrijk) verlaat het parlement vanwege haar benoeming als lid van het kabinet-Borne. Zij wordt op dezelfde dag opgevolgd door Max Orville.
- 27 juni: Chiara Gemma  (niet-fractiegebonden leden, Italië) verlaat haar partij.
- 28 juli: Manuel Bompard (GUE/NGL, Frankrijk) verlaat het parlement vanwege zijn verkiezing tot lid van de Nationale Vergadering. Hij wordt op 29 juli opgevolgd door Marina Mesure.
- 28 juli: Hélène Laporte (ID, Frankrijk) verlaat het parlement vanwege haar verkiezing tot lid van de Nationale Vergadering. Zij wordt op 29 juli opgevolgd door Marie Dauchy.
- 28 juli: Julie Lechanteux (ID, Frankrijk) verlaat het parlement vanwege haar verkiezing tot lid van de Nationale Vergadering. Zij wordt op 29 juli opgevolgd door Patricia Chagnon.
- 28 juli: Joëlle Mélin (ID, Frankrijk) verlaat het parlement vanwege haar verkiezing tot lid van de Nationale Vergadering. Zij wordt op 29 juli opgevolgd door Éric Minardi.
- 22 augustus: Dace Melbārde (ECH, Letland) verlaat haar partij. Op 7 september verlaat zij ook de fractie en voegt zich bij de groep niet-fractiegebonden leden.
- 1 september: Luis Garicano (Renew Europe, Spanje) verlaat het parlement. Hij wordt op 15 september opgevolgd door Eva Maria Poptcheva.
- 2 september: Pernando Barrena (GUE/NGL, Spanje) verlaat het parlement. Hij wordt op 5 september opgevolgd door Ana Miranda die zich aansluit bij de fractie van Groenen/VEA.
- 9 september: Manuel Pizarro (S&D, Portugal) verlaat het parlement vanwege zijn benoeming als lid van het kabinet-Costa. Hij wordt op 13 september opgevolgd door João Albuquerque.
- 25 september: Jytte Guteland (S&D, Zweden) verlaat het parlement vanwege haar verkiezing tot lid van de Rijksdag. Zij wordt op 26 september opgevolgd door Carina Ohlsson.
- 25 september: Jessica Stegrud (ECH, Zweden) verlaat het parlement vanwege haar verkiezing tot lid van de Rijksdag. Zij wordt op 11 oktober opgevolgd door Johan Nissinen.
- 2 oktober: Constanze Angela Krehl (S&D, Duitsland) verlaat het parlement. Zij wordt op 3 oktober opgevolgd door Matthias Ecke.
- 9 oktober: Bettina Vollath (S&D, Oostenrijk) verlaat het parlement. Zij wordt op 10 oktober opgevolgd door Theresa Muigg.
- 1 november: Leftis Christoforou (EVP, Cyprus) verlaat het parlement vanwege zijn benoeming als lid van de Europese Rekenkamer. Hij wordt op 2 november opgevolgd door Eleni Stavrou.

1 (1979-1984) · 
2 (1984-1989) · 
3 (1989-1994) · 
4 (1994-1999) · 
5 (1999-2004) · 
6 (2004-2009) · 
7 (2009-2014) · 
8 (2014-2019) · 
9 (2019-2024) · 10 (2024-2029)